# Alfons Tuszkiewicz
Alfons Franciszek Tuszkiewicz (ur. 3 czerwca 1889, zm. 1940 w ZSRR) – prawnik z tytułem doktora, sędzia, kapitan rezerwy piechoty Wojska Polskiego, ofiara zbrodni katyńskiej.

## Życiorys
Alfons Franciszek Tuszkiewicz urodził się 3 czerwca 1889 jako syn Jana. 
Podczas I wojny światowej w rezerwie piechoty C. K. Obrony Krajowej został mianowany podporucznikiem z dniem 1 września 1915 i był przydzielony do 18 pułku piechoty. Po odzyskaniu przez Polskę niepodległości został przyjęty do Wojska Polskiego. Został awansowany do stopnia kapitana piechoty ze starszeństwem z dniem 1 czerwca 1919. W 1923, 1924 był oficerem rezerwowym 7 pułku piechoty Legionów w Chełmie, zweryfikowanym jako niezdolny do służby frontowej. W 1934, jako kapitan rezerwy piechoty w grupie pospolitego ruszenia, był przydzielony do Oficerskiej Kadry Okręgowej nr X jako oficer reklamowany na 12 miesięcy i pozostawał wówczas w ewidencji Powiatowej Komendy Uzupełnień Przemyśl.
Ukończył studia prawnicze, uzyskując stopień doktora przed 1923. W okresie II Rzeczypospolitej został sędzią. Ze stanowiska sędziego grodzkiego w Sokalu w maju 1929 został mianowany sędzią grodzkim w Sądzie Grodzkim w Przemyślu. Później został sędzią Sądu Okręgowego w Przemyślu.
Po wybuchu I wojny światowej, kampanii wrześniowej i agresji ZSRR na Polskę z 17 września 1939 został aresztowany przez funkcjonariuszy NKWD. Prawdopodobnie na wiosnę 1940 został zamordowany przez NKWD na obszarze okupowanym przez sowietów. Jego nazwisko znalazło się na tzw. Ukraińskiej Liście Katyńskiej opublikowanej w 1994 (został wymieniony na liście wywózkowej 56/1-79 oznaczony numerem 2997). Ofiary tej części zbrodni katyńskiej zostały pochowane na otwartym w 2012 Polskim Cmentarzu Wojennym w Kijowie-Bykowni.